# Dominikanerkloster Mainz

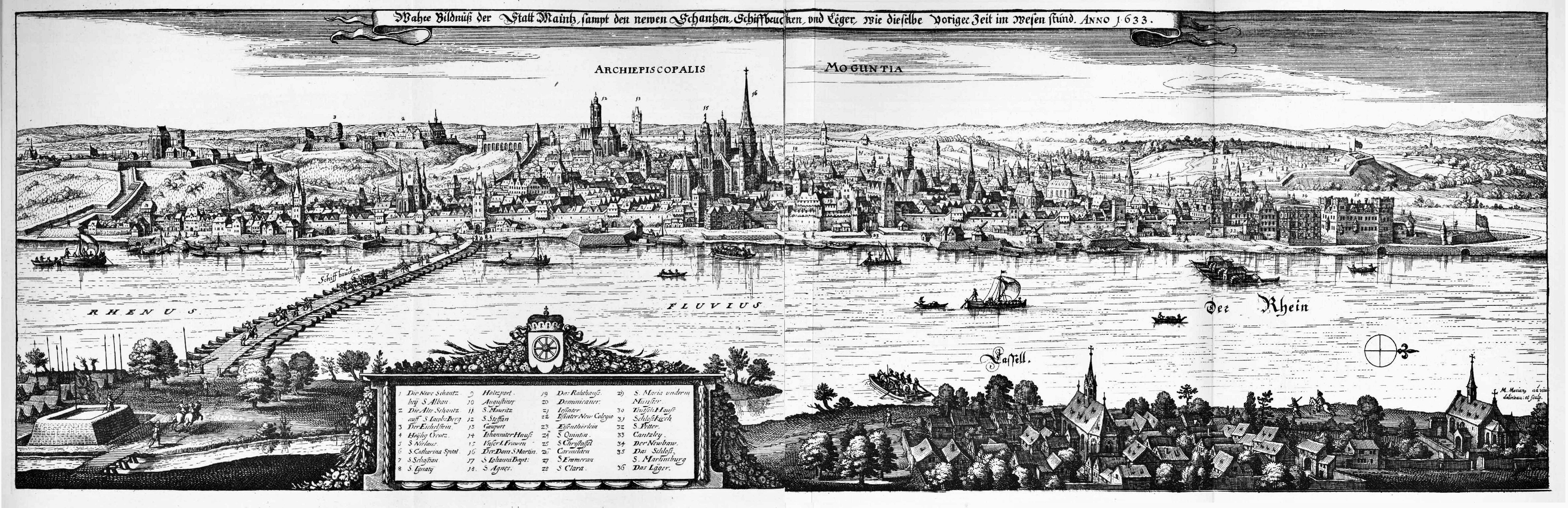
Merian Mainz: Nr. 20 bezeichnet die Dominikanerkirche

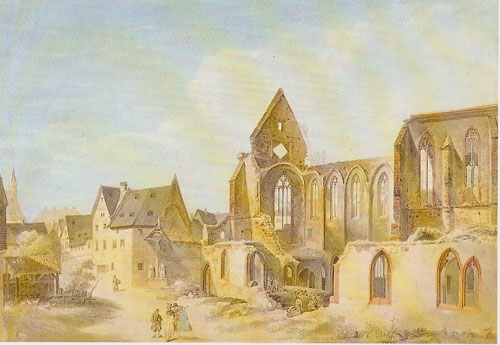
Die Klosterruine um 1800, Aquarell von Johann Kaspar Anton Dillenius

Das Dominikanerkloster Mainz war eine dominikanische Klosteranlage in Mainz. 1789 wurde das Kloster aufgehoben und die verbliebenen Dominikaner emeritiert. Im Verlauf der Belagerung von Mainz 1793 brannte das Dominikanerkloster und seine Kirche in der Nacht vom 20. auf den 21. Juli ab. Die Kirche wurde 1816 abgebrochen, ohne dass sich Spuren erhalten haben.

## Geschichte
Mitte bis Ende des 13. und 14. Jahrhunderts, als Mainz eine Freie Stadt war, entstanden viele Klöster in Mainz. Die Dominikaner ließen sich wahrscheinlich 1256/1257 nieder. Am 14. November 1257 erfolgte die päpstliche Bestätigung durch Alexander IV. der durch den Mainzer Erzbischof Gerhard I. von Dhaun geschehenen Aufnahme der Dominikaner in die Stadt Mainz. Arnold Walpod soll die Errichtung der Klostergebäude durch Schenkungen unterstützt haben und wurde aufgrund dieses Engagements zusammen mit seiner Frau vor dem Engelsaltar der Klosterkirche begraben. Zwischen 1269 und 1289 wurde die Mainzer Niederlassung des Ordens mit 16 bischöflichen und erzbischöflichen Ablassbriefen begünstigt. Die Klosterkirche entstand zwischen 1275 und 1314 in Form einer dreischiffigen Basilika mit langgestrecktem Chor. Der Kreuzgang der Klosteranlage schloss an die Nordseite des Chores an. Unter Werner von Eppstein wurde den Dominikanern die Predigt im gesamten Erzbistum gestattet. Im Kontext der Einnahme der Stadt im Rahmen der Mainzer Stiftsfehde brannten die ursprünglichen Klostergebäude am 28. Oktober 1462 ab. Das Noviziat der Provinz „Teutonia“ (gegründet 1221) wurde 1608 in Mainz angesiedelt. 1620 bis 1624 amtierte hier der geistliche Schriftsteller Johann Andreas Coppenstein als Prior († 1638).
Auf dem ehemaligen Klostergelände wurde 1837 bis 1839 die Fruchthalle, entworfen durch den Architekten Franz Geier, erbaut.
Friedrich Schneider beschreibt in seinem Buch über mittelalterliche Ordensbauten in Mainz zahlreiche Grabdenkmäler damaliger Mainzer Adelsgeschlechter. Erhalten ist eine Zeichnung des Grabsteins des Patriziers Johann zum Jungen.